# Casa Amatller
La Casa Amatller es un edificio modernista de Barcelona colindante con la Casa Batlló y cerca de la Casa Lleó Morera. Fue proyectado por el arquitecto Josep Puig i Cadafalch entre 1898 y 1900. Los tres edificios forman lo que se conoce como La manzana de la discordia, en alusión a la disputa mitológica protagonizadas entre las diosas Hera, Afrodita y Atenea, por considerarse como las de mayor belleza.
El edificio fue un encargo del industrial del chocolate Antoni Amatller a Josep Puig, que ideó un modelo de palacio gótico urbano, con una fachada plana, un patio central y una escalera que da acceso a las habitaciones principales.
En la fachada pueden apreciarse las dos puertas asimétricas enlazadas por un San Jorge realizado por el escultor Eusebi Arnau. Por toda la fachada hay un esgrafiado que se une con la cerámica de forma delicada.
El vestíbulo, como era muy normal en la época de su realización, estaba pensado para la entrada de carruajes; tiene ornamentación de lámparas y vitrales con dos escaleras, la más decorada y suntuosa para su paso al piso principal y la más sencilla para el resto de los pisos.
El estilo es una mezcla entre el gótico catalán y el flamenco (caracterizado por la forma escalonada de la parte superior de la fachada).
La casa depende desde 1960 del Instituto Amatller de Arte Hispánico, fundación creada por los descendientes del fotógrafo Antoni Amatller. Fue declarada monumento histórico-artístico el 9 de enero de 1976.

## Información práctica

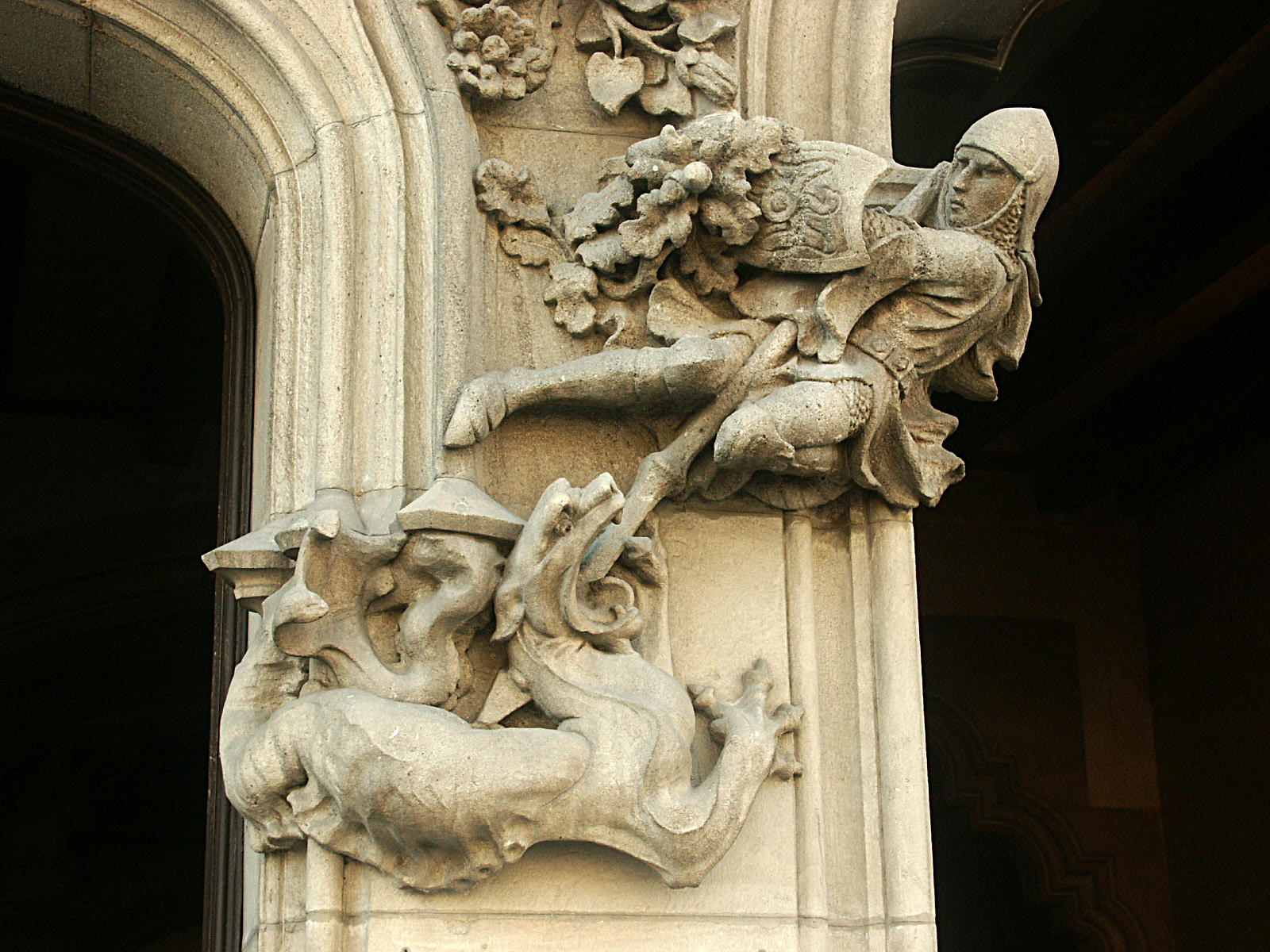
San Jorge y el dragón, relieve de Eusebi Arnau

- Dirección: Paseo de Gracia, 41, Barcelona
- Teléfono: (+34) 93 496 12 45
- Transporte: Autobuses: 7, 16, 17, 22, 24, 28

  Metro: L2, L3, L4 (Paseo de Gracia
- Visitas videoguiadas: Duración 45 minutos. La entrada incluye un chocolate Amatller a la taza.Horario desde 10:00 hasta las 18:00.
- Visita guiada: Duración 1 h. La entrada incluye un Chocolates Amatller a la taza. Horarios: 11:00 Inglés; 12:00: Catalán; 17:00: Castellano
- Visita a la biblioteca y archivo fotográfico. Duración, 1 hora.
- Visita teatralizada: Duración 1h y media. Teatralización de dos personajes que vivieron en la casa, donde explican entre otras cosas el trabajo de los artesanos modernistas.
- Visita educativas para colegios.
- En el Museo Nacional de Arte de Cataluña (MNAC) se pueden ver diversos elementos del mobiliario original de la casa.